# Боррер, Уильям
Уи́льям Бо́ррер (англ. William Borrer, 1781—1862) — британский ботаник и садовод, член Лондонского королевского общества (FRS) с 1835 года.

## Биография
Родился 13 июня 1781 года в деревне Хенфилд графства Суссекс в семье землевладельца Уильяма Боррера и его супруги Мэри, в девичестве Линдфилд. Некоторое время учился в школах в Херстпирпойнте и Каршолтоне, затем получал домашнее образование. С юности Боррер работал на отцовской ферме, верхом на лошади исследовал растительность Суссекса, одновременно снабжая фуражом базировавшиеся там воинские части. Через военных лиц он познакомился с Джозефом Бэнксом, Доусоном Тёрнером, Уильямом Джексоном Гукером.
В 1810 году Боррер путешествовал с Гукером по Шотландии, также ездил с ним в Нормандию. Боррер хотел собрать максимальное число видов британских, а также морозоустойчивых экзотических растений у себя в саду, в его коллекции было до 6660 видов.
28 марта 1810 года Уильям Боррер женился на Элизабет Холл, дочери банкира Натаниела Холла. У них было пять дочерей и три сына.
С 1805 года Боррер был членом Лондонского Линнеевского общества, в 1835 году был избран членом Лондонского королевского общества. Также он состоял в Вернеровском обществе.
Скончался Уильям Боррер в своём доме в Хенфилде 10 января 1862 года.

## Некоторые научные работы
- Turner, D.; Borrer, W. (1839). Specimen of a lichenographia britannica. 240 p.

## Роды, названные в честь У. Боррера
- Borreria G.Mey., 1818, nom. cons. [= Spermacoce L., 1753]